# Concerto pour flûte de Nielsen
Pour les articles homonymes, voir Concerto pour flûte.
Le Concerto pour flûte et orchestre FS 119 est composé par Carl Nielsen en 1926. Dédié au flûtiste Gilbert Jespersen, il est créé le 21 octobre 1926 à Paris.

## Structure
1. Allegro moderato
2. Allegretto -
3. Adagio ma non troppo - Tempo di marcia

- Durée d'exécution : vingt sept minutes.

## Instrumentation
- deux hautbois, deux clarinettes, deux bassons, deux cors, un trombone basse, timbales, cordes;

## Source
- François-René Tranchefort, Guide de la musique symphonique éd. Fayard p.570